# Палецкис, Юстас Винцас
Ю́стас Ви́нцас Пале́цкис (лит. Justas Vincas Paleckis; род. 1 января 1942, Куйбышев) — советский и литовский политик и дипломат, член Европейского парламента в 2004—2014 годах.

## Биография
Родился в семье литовского советского государственного и партийного деятеля Юстаса Палецкиса в эвакуации. Весной 1945 года семья вернулась в Литву и обосновалась в Вильнюсе. В 1959 году окончил среднюю школу и поступил в Вильнюсский университет на историко-филологический факультет, через год перешёл на факультет журналистики; окончил его в 1964 году. Ещё студентом начал работать сначала репортёром, корреспондентом, потом заведующи отделом рабочей молодёжи в газете — органе ЦК Литовского комсомола «Комьяунимо теса» («Комсомольская правда»; 1960 год, 1963—1966 годы). Одновременно в 1963—1967 годах член сборной Литвы по водному поло.

## Дипломатическая карьера советская
В 1966—1969 годах обучался в Высшей дипломатической школе МИД СССР (ныне Дипломатическая академия Министерства иностранных дел). По окончании в 1969—1983 годах на советской дипломатической службе: сначала третий секретарь посольства СССР в Швейцарии, затем работник Министерства иностранных дел (1971—1974 годы), с 1974 года второй, первый секретарь, советник посольства СССР в ГДР, в 1982—1983 годах — заместитель заведующего отделом печати МИД СССР.

## Политическая карьера
В 1983—1987 годах работал заместителем заведующего иностранным отделом ЦК Коммунистической партии Литовской ССР. В 1988—1989 годах заведовал сначала отделом культуры ЦК КПЛ, затем отделом идеологии. В 1989—1990 годах — секретарь ЦК КПЛ, в декабре 1989 года на своём съезде объявившей о выходе из состава КПСС.
Депутат Верховного Совета Литовской ССР, 11 марта 1990 года провозгласившего восстановление независимости Литвы и впоследствии переименованного в Восстановительный Сейм; в 1990—1992 годах заместитель председателя комиссии по иностранным делам парламента.
В 1990—1993 годах преподавал в Институте журналистики Вильнюсского университета, в 1993—1995 годах — в Институте международных отношений и политических наук Вильнюсского университета.

## Дипломатическая карьера литовская
В 1993 году присвоен ранг Чрезвычайного и Полномочного Посла Литовской Республики. В 1993—1996 годах советник по вопросам зарубежной политики Президента Литовской Республики, затем посол Литвы в Великобритании (1996—2001 годы), одновременно в 1997—1999 годах посол Литвы в Португалии, позднее в Ирландии (1997—2001 годы). В 2002—2004 годах — вице-министр иностранных дел Литовской Республики.

## Деятельность в Европарламенте
С июня 2004 года член Европарламента. Является заместителем председателя Подкомитета по безопасности и обороне, член Комитета по иностранным делам, член Делегации «ЕС — Россия» Комитета по парламентскому сотрудничеству и делегации по отношениям с Белоруссией.
Был избран от Социал-демократической партии в Европарламент на выборах, прошедших в Литве 7 июня 2009 года.

## Награды и звания
- Командор ордена «За заслуги перед Литвой» (2003 год)
- Медаль независимости Литвы (2000 год)
- Кавалер ордена Полярной звезды (Швеция, 1996 год)

## Семья
Женат на Лайме Палецкене. Имеет двух сыновей и дочь. Старший сын — Римвидас, литовский журналист и бывший телеведущий. Младший сын — Альгирдас, государственный и политический деятель, дипломат Литвы. 

## Сочинения
- Šveicarų piramidės. Vilnius, 1974.
- Šveicarų piramidžių papėdėje. Vilnius, 1985.